# Wielka Wieś (powiat Krakowski)
Wielka Wieś is een dorp in de Poolse woiwodschap Klein-Polen. De plaats maakt deel uit van de gemeente Wielka Wieś en telt 1063 inwoners.